# 琉球政府
琉球政府（英語：Government of the Ryukyu Islands；日语：／ Ryūkyū-seifu）是美國治理琉球時期在琉球群島設置的時間最長也是最后的治理機關，直到冲绳回归日本后才被廢除，改為沖繩縣廳。
美軍佔領沖繩後，為了方便治理，首先成立了沖繩諮詢會作為與當地居民溝通的管道，而後為取代原本的沖繩縣廳增強治理功能，先後改組為沖繩民政府、沖繩群島政府。同一時期，美軍在奄美群島、宮古群島、八重山群島也先後設置臨時支廳、民政府、群島政府進行統治。
在1952年之前，各群岛政府曾存在民选的知事。但由于在各群島政府知事及群島議員選舉時，出現了許多反對美國民政府的言論(比如要求回归日本)，因此美國民政府決定重新建立一個新的琉球治理機關，並自行指派政府主席。於是琉球政府在1952年4月1日正式成立，並將原本分屬各群島政府管轄的奄美群島、宮古群島及八重山群島都列入管轄範圍。琉球政府的存在維持了二十年，直到1972年沖繩返还日本。
這些先後成立的行政治理組織，包括琉球政府，皆须受到琉球列島美國民政府的管轄（於1950年由原先之美國軍政府改組成），美國民政府可以無條件否決琉球政府的各項決定。
琉球政府設有法院、立法院、行政府，負責分管三權。行政府的行政主席由美國民政府自行指派，然而立法院的議員是由当地居民所選出，因此立法院依旧屡屡做出違背美國民政府意見的決議。比如从第一届会议开始，每届会议都通过了回归日本的要求。后来琉球政府和立法院违背美国国民政府的意愿，成为了冲绳回归日本的推动力量。

## 歷史
- 1945年8月15日：沖繩諮詢會成立。
- 1946年4月24日：沖繩中央政府成立。
- 1946年10月3日：在奄美諸島上成立臨時北部琉球群島政廳。
- 1946年12月4日：沖繩中央政府改稱為沖繩民政府。
- 1947年3月21日：在宮古群島以及八重山群島上分別成立宮古民政府和八重山民政府。
- 1950年11月：臨時北部琉球群島政廳、沖繩民政府、宮古民政府和八重山民政府分別改組為奄美群島政府、沖縄群島政府、宮古群島政府和八重山群島政府。並以民選方式選出各群島知事和議會議員。
- 1951年4月1日：由於各群島知事逐漸開始出現要求回歸日本的主張，美國民政府重新成立負責管理沖繩、宮古、八重山及奄美群島的琉球臨時中央政府，並削減各群島知事的權限。
- 1952年4月1日：琉球政府正式成立，並廢除群島政府，各群島改設地方廳協助處理地區事務。
- 1953年12月25日：奄美群島返还日本。
- 1968年：首次進行琉球政府行政主席的直接選舉，祖国复归运动的中心人物屋良朝苗击败主张阶段性回归的冲绳自民党的候选人获胜當選。
- 1972年5月14日：沖繩回归日本，琉球政府廢除，多數組織都直接由沖繩縣廳繼承。

## 琉球政府的組織（行政府）

### 1952年4月1日
- 行政主席官房
- 行政主席情報局
- 行政主席統計局
- 總務局
- 財政局 - 稅務署、關稅
- 法務局
- 資源局 - 營林署
- 商工局 - 駐日琉球貿易代表
- 工務局
- 運輸局 - 海難裁判委員會
- 郵政局 - 氣象台
- 厚生局
- 文教局
- 警察局 - 琉球警察本部
- 中央選舉管理委員會
- 人事委員會
- 中央教育委員會
- 宮古地方廳
- 八重山地方廳
- 奄美地方廳（1953年12月25日回歸日本後廢除）

### 1972年5月14日
- 總務局 - 中央選舉管理委員會
- 企畫局 - 首都建設委員會、統計廳
- 主稅局 - 稅務署、關稅
- 法務局 - 更生保護委員會、出入管理廳、土地調查廳
- 農林局 - 營林署
- 通商產業局 - 郵政廳、金融檢查廳、氣象廳、海難裁判廳、琉球海上保安
- 建設局
- 厚生局 - 社會保險審查委員會、社會保險廳
- 勞動局 - 中央勞動委員會、公共企業體等勞動委員會、船員勞動委員會
- 文教局 - 文化財保護委員會
- 公安委員會 - 琉球警察本部
- 復歸對策室
- 檢查廳
- 會計檢查院
- 人事委員會
- 中央教育委員會
- 琉球大學委員會 - 琉球大學
- 私立大學委員會
- 特別國體實行委員會
- 回歸準備委員會顧問代理
- 宮古支廳
- 八重山支廳

## 外部連結
- 沖繩縣資料館 （页面存档备份，存于）
- 守禮的光-美國琉球列島高等高級專員府機關雜誌 （页面存档备份，存于）